# Farven
Farven er en kommune med knap 650 indbyggere (2013) i Samtgemeinde Selsingen i den nordøstlige del af Landkreis Rotenburg (Wümme), i den nordlige del af den tyske delstat Niedersachsen.

## Geografi
Farven ligger 14 km sydøst for Bremervörde. I kommunen ligger ud over hovedbyen Farven også landsbyen Byhusen. Gennem kommunen løber floden Bever der er en biflod til Oste.